# Zephyrosaurus
Zephyrosaurus tillhörde gruppen Ornithischier, det vill säga fågelhöftade dinosaurier. Bevisningen av artens existens bygger på en ofullständig del av skallen och andra benfragment som upptäcktes vid Cloverly formationen i Carbon County, Montana, USA. Zephyrosaurus antas ha levt under perioden äldre krita.